# Château de Pimpéan
Le château de Pimpéan est un château situé à Grézillé, en France.

## Localisation
Le château est situé dans le département français de Maine-et-Loire, sur la commune de Grézillé.

## Historique
Selon Célestin Port, le nom de ce domaine, dit le Pin Payen en 1435, vient peut-être de Péan du Pin (Paganus de Pinu), cité dans les chartes du Vieil-Baugé au XIIe siècle. La suzeraineté appartenait au baron de Trèves. Le seigneur de Pimpéan, Macé de Tessé de Chandemanche, cède le 5 mai 1429 à Jean Galardin et sa femme Marie de Charnières, qui donnent à Jean de Brézé (il existe à l'époque deux Jean de Brézé, le frère et l'oncle de Pierre) ; ce dernier, le 27 avril 1435, vend à Bertrand de Beauvau de Pressigny (1382-1474), frère cadet de Pierre et père de l'évêque d'Angers Jean de Beauvau. Bertrand de Beauvau, grand bâtisseur, construit le château actuel et augmente le 12 février 1443 sa seigneurie châtellenie de Pimpéan des terres des Forges et des Clavières (confirmation de cette accession le 13 mai 1461 par le roi René, qui autorise l'érection des fourches patibulaires le 7 juin 1463). 
Bertrand de Beauvau est suivi de son fils Antoine, père de Louis, père de René, père d'André de Beauvau-Pimpéan : ce dernier acquiert la terre de Cholet en 1578, et il épouse Philippa/Philippe de Naillac († 1603 ; Philippe est alors un prénom épicène ; devenue veuve héritière, elle se remariera en 1581 avec Claude III Barjot de Moussy). André de Beauvau avait hébergé Bussy d'Amboise au château, et il connut une fin tragique : coupable d'avoir tué un recors (un auxiliaire du sergent de justice), il est condamné aux Grands Jours de Poitiers de septembre 1579, décapité à Poitiers, et sa tête exposée au pilori d'Angers.
En 1582, on trouve donc les seigneuries de Pimpéan et de Cholet aux mains de Philippe de Naillac, épouse de Claude III Barjot. Puis leur succède le couple formé en 1588 par leurs enfants Léonor Ier Barjot (il serait mort après 1643, devenu prêtre oratorien ; fils de Claude III Barjot et de sa 1re femme, Anne d'Availloles/d'Avayolles) et Renée-Gabrielle de Beauvau-Pimpéan (fille d'André et Philippe de Naillac), suivis de leur fils Léonor II Barjot († 1644), père de René Barjot de Moussy († 1677). En 1662, il se trouve être le plus ancien et premier héritier en chef du grand-oncle René Barjot (1581-1662), depuis 1643, premier marquis de Cholet. Un procès qui va durer six ans, l'oppose à son cousin Robin de la Tremblaye. En 1669, le partage par jugement en décide autrement : René Barjot (1631-1677) hérite de la Jumellière et Chaudefonds, René François de Broon (1642-1701) de Cholet ; quant à Henry René Robin de la Tremblaye il devient propriétaire de Pinpéan et autres lieux. 
Le cousin de René Barjot, Henri-René Robin de La Tremblaye (vers 1623-1711), hérite des droits de sa mère Renée-Eléonore Barjot (une sœur de Léonor II ; † ap. 1656 ; mariée vers 1620 à Jean-Baptiste Robin de La Tremblaye, † vers 1635/1636), et en 1690 il fait l'aveu de Pimpéan, Grézillé, Alligny, le Grollay (à Grézillé), Clervaux (sans doute à Juigné) et la Bournée (à Louresse) à son suzerain, le baron de Trèves (de son père Jean-Baptiste, Henri-René tenait par ailleurs la Saimboire et la Bretonnière en Poitou, à la Chapelle-Largeau). Au début du XVIIIe siècle, Henri-René Robin est fait marquis d'Alligny, Pimpéan faisant partie dudit marquisat. Il est suivi de son fils Amable Robin (1680-1747), Grand-sénéchal d'Anjou et père de Claude-René Robin.
Le 17 octobre 1754 Claude-René Robin de La Tremblaye, marquis d'Alligny (1714-av. 1776), vend ses terres à Pierre de la Lande-Guyon, un riche créole de St-Domingue, conseiller du roi, dont la femme, Jeanne de la Lande veuve de la Lande, de Bordeaux, vendra le domaine le 21 ventôse an XI (12 mars 1803) à Thomas Gendron († le 7 août 1833).
L'édifice est classé au titre des monuments historiques en 1959 et inscrit en 1959.